# Young at Heart (Frank Sinatra-dal)
A Young at Heart 1953-ban született Frank Sinatra sláger, ami az idők folyamán pop sztenderddé vált.
Szerzői: Johnny Richards (zene) és Carolyn Leigh (dalszöveg). A dal első előadója Frank Sinatra volt és 1953-54-ben milliós eladott példányszámú sláger lett, a Billboard toplistájának 2. helyére került.
A dal akkora nagy sikert aratott, hogy egy filmet, amelyet Sinatra Doris Dayjel éppen akkor forgatott, átnevezték, hogy megfeleljen a dalcímnek, és elhangzik a mind a főcím mind a végefőcím alatt.

## Híres felvételek
Frank Sinatra, Cyrille Aimée, The Bluebells, Tony Bennett és Shawn Colvin, Michael Bublé, Tears for Fears, Connie Francis, Jimmy Durante, Dean Martin, Perry Como, Bing Crosby, Shawn Colvin, Bobby Vinton, Tom Waits, Bob Dylan, ...

## Filmek
- Young at Heart (játékfilm), főszereplők: Frank Sinatra és Doris Day
- Young at Heart: Oscar-díjas dokumentumfilm
- Young at Heart: tévéfilm, fsz.: Olympia Dukakis
- Young@Heart: 2008-as dokumentumfilm a Young@Heart zenekarról